# Pézènes-les-Mines
Pézènes-les-Mines è un comune francese di 233 abitanti situato nel dipartimento dell'Hérault nella regione dell'Occitania.

## Società

### Evoluzione demografica
Abitanti censiti